# Beisso
Beisso ist eine Ortschaft in Uruguay.

## Geographie
Sie befindet sich auf dem Gebiet des Departamento Paysandú in dessen Sektor 5. Beisso liegt etwa 20 Kilometer ostnordöstlich von Guichón sowie nordwestlich von Merinos. Im Süden grenzt Piñera an. Nächstgelegene Orte in nördlicher Richtung sind Pueblo Federación im Nordwesten und das etwa 30 Kilometer entfernte Cuchilla del Fuego im Nordosten.

## Einwohner
Für Beisso wurden bei der Volkszählung im Jahr 2004 375 Einwohner registriert.
| Jahr | Einwohner |
| ---- | --------- |
| 1963 | 333       |
| 1975 | 302       |
| 1985 | 339       |
| 1996 | 328       |
| 2004 | 375       |

Quelle: Instituto Nacional de Estadística de Uruguay